# Giselcaro
Giselcaro (fl. V secolo) fu il successore di Godemaro, re dei Burgundi. Gli succedette alla morte il fratello Gundicaro. Anche se la data del decesso non è certa, essa è avvenuta prima del 436.

## Nella tradizione mitologica
Giselcaro appare col nome di Giselher nel poema tedesco Nibelungenlied, dove è presentato come il fratello minore di Gunther, Gernot e  Crimilde. Durante il viaggio dei Burgundi nel regno di Attila, re degli Unni, a Giselher viene fidanzata la bella figlia del margravio Rüdiger, che ospita i principi durante il viaggio. Quando, in seguito ad un tradimento da parte di Attila e Crimilde, Rüdiger si trova costretto a fronteggiare gli stessi guerrieri Burgundi che aveva ospitato, Giselher si rifiuta di combattere contro il suocero. Dopo una lunga serie di duelli Giselher affronta Wolfhart, vassallo di Teodorico da Verona, e i due eroi si uccidono a vicenda.
Nella Thidrekssaga il personaggio ha un ruolo analogo a quello svolto nel Nibelungenlied ed è chiamato col nome di Gislher.

## Televisione
Nel film TV La saga dei Nibelunghi Giselher è interpretato da Robert Pattinson e segue le vicende della storia così come viene proposta nella sua variante germanica: è dunque presentato come fratello minore di Gunther e affezionato amico di Sigfrido.